# Bertil Lindblad
Bertil Lindblad (26. listopad 1895, Örebro - 25. červen 1965, Saltsjöbaden) byl švédský astronom.
V roce 1914 promoval na Uppsalské univerzitě, v roce 1920 se zde stal docentem. Od roku 1927 byl profesorem Královské švédské akademie věd a ředitelem Stockholmské observatoře. Tento post zastával do roku 1965. V roce 1931 nechal observatoř přestěhovat do Saltsjöbadenu. V letech 1948–1952 byl prezidentem Mezinárodní astronomické unie.
Lindblad přinesl důležité poznatky o svítivosti a vzdálenosti hvězd. Zkoumal zejména rotační pohyb naší Mléčné dráhy a strukturu galaxie. V roce 1925 zveřejnil hypotézu o rotaci naší galaxie, kterou v roce 1927 potvrdil Jan Oort a jeho kolegové.
Získal řadu ocenění, roku 1948 Gold Medal of the Royal Astronomical Society, o rok později Prix Jules-Janssen, v roce 1954 Bruce Medal. Byl po něm pojmenován kráter na Měsíci a planetka 1448 Lindbladia.